# Дол (Медводе)
Дол (словен. Dol) — поселення в общині Медводе, Осреднєсловенський регіон, Словенія. 
Висота над рівнем моря: 334,3 м.